# Ctenochares microcephalus
Ctenochares microcephalus är en stekelart som beskrevs av Morley 1919. Ctenochares microcephalus ingår i släktet Ctenochares och familjen brokparasitsteklar. Inga underarter finns listade i Catalogue of Life.